# Strategie (Schach)
Die Schachstrategie hat das Entwickeln eines Plans zur Spielführung im Verlauf einer Schachpartie zum Gegenstand. Sie ist auf ein längerfristiges Spielziel ausgerichtet.

## Stellung und Entwicklung
Eine kurz-, mittel- oder langfristige Planung in einer Schachpartie muss von den Besonderheiten der aktuellen Stellung auf dem Brett ausgehen. Das heißt, dass die Positionierung jedes einzelnen Bauern und jeder einzelnen Figur entscheidenden Einfluss auf die Bewertung der Lage haben kann. Die Stellungsbewertung ist deshalb der erste Schritt beim Entwickeln eines strategischen Planes. Die allmähliche Verbesserung der Aufstellung der Figuren von ihren in der Ausgangsstellung unwirksam am Rande befindlichen Standorten in wirksame, häufig zentrale Positionen nennt man in der Schachtheorie die Entwicklung. Entwicklung und Stellung sind die zentralen Aspekte von Strategie und Taktik im Schach, ersteres wird durch die Eröffnungsphase bestimmt (bis eine Stellung erreicht ist), zweiteres durch das eigentliche Spiel (in dem die Stellungen immer neuen Situationen angepasst werden). Das Endspiel umfasst konkrete Problemlösungen, die Partie zu einem Abschluss zu bringen.
In die Stellungsbewertung fließen statische und dynamische Elemente ein. Statische Positionselemente bleiben über längere Zeiträume, sprich Zugfolgen, vergleichsweise stabil. Dynamische Positionselemente sind dementsprechend vorläufig und verändern sich organisch im Verlauf einer Schachpartie. Da immer beide Elemente miteinander verflochten sind, muss jede Stellungsbewertung ständig kritisch überprüft werden. Dieser Prozess der Stellungsbewertung verläuft zum großen Teil unbewusst, sollte jedoch vom Spieler möglichst bewusst wahrgenommen werden. Folgende Faktoren spielen bei der Stellungsbewertung eine Rolle:
1. Das Materialverhältnis, das leicht abgezählt werden kann.
2. Die konkreten Drohungen taktischer sowie strategischer Natur beider Seiten.
3. Die Sicherheit der jeweiligen Könige.
4. Die Kontrolle über wichtige Linien und Diagonalen.
5. Die Bauernstruktur, insbesondere Bauernschwächen (Isolani, Rückständiger Bauer, Doppelbauer), sowie sonstige starke und schwache Punkte.
6. Der Grad des Zusammenspiels der eigenen sowie der gegnerischen Figuren.
7. Das Verhältnis von Kraft, Raum und Zeit, welches bei jeder Stellungsbewertung neu erfasst werden muss.

Im Anschluss an die Bewertung der Stellung erfolgt die Bestimmung der weiteren Vorgehensweise. Diese versucht eine Verbesserung in der Summe oder in einzelnen der oben erwähnten Elemente auf der eigenen Seite herbeizuführen, und/oder beim Gegenüber zu verhindern.
Dabei unterscheidet man drei Arten von Stellungen, die eine jeweils spezifische Vorgehensweise erfordern:
1. Bessere Stellungen.
2. Gleiche, sprich ausgeglichene Stellungen.
3. Schlechtere Stellungen.

## Die Methode von Dorfman
Ein neuerer Ansatz der Stellungsbewertung geht auf den Internationalen Großmeister Josif Dorfman zurück. Sein Konzept gründet auf einer rein statischen Beurteilung sogenannter kritischer Stellungen und stellt einen Algorithmus für das Auffinden des stellungsgemäßen Planes, bzw. Zuges dar.
Dreh- und Angelpunkt dieser Konzeption bilden die sogenannten „kritischen Stellungen“, die man im Verlauf einer Schachpartie zunächst ausfindig machen muss.
Diese „kritischen Stellungen“ entstehen in der Regel am Ende von „technischen Phasen“. „Technische Phasen“ sind Zugfolgen, die entweder auf Grund schachtaktischer Umstände erzwungen oder aus elementaren strategischen Erwägungen heraus selbstverständlich sind.
Im Einzelnen unterscheidet Dorfman drei Merkmale, die eine kritische Stellung ausmachen:
1. Stellungen, in denen eine Entscheidung bezüglich einer möglichen Änderung der Bauernstruktur zu treffen ist.
2. Stellungen, in denen eine Entscheidung bezüglich eines möglichen Abtausches einer Figur zu treffen ist.
3. Stellungen, die am Ende einer Serie von erzwungenen Zügen entstehen.

„Kritische Stellungen“ sollen alsdann unter Berücksichtigung von vier „statischen“ Kriterien überprüft werden. In der Reihenfolge ihrer Wertigkeit sind dies:
1. Die Sicherheit beider Königsstellungen im Vergleich.
2. Die Materialkonstellation (material correlation) beider Parteien im Vergleich.
3. Die Stellungsbeurteilung nach dem Entfernen der Damen vom Brett.
4. Die Bauernstruktur beider Seiten im Vergleich.

Dabei ist unbedingt zu beachten, dass diese vier Kriterien mit unterschiedlichen Wertigkeiten verknüpft sind. Jede Beurteilung einer kritischen Stellung setzt sich also aus vier hierarchisch gegliederten Unterbewertungen zusammen. Diese könnte etwa wie folgt aussehen:
Weiß steht bezüglich Kriterium (1) etwas besser, bezüglich Kriterium (2) gleich, bezüglich Kriterium (3) etwas schlechter, bezüglich Kriterium (4) schlechter.
Aus diesem Bewertungsmuster leitet sich sodann der Plan, d. h. die weitere Vorgehensweise beider Seiten ab. Da es sich hierbei allerdings um rein statische, d. h. auf Dauer angelegte Beurteilungskriterien handelt, bleiben dynamische Faktoren, wie etwa unmittelbare taktische Drohungen von diesem Suchalgorithmus unberührt, müssen aber selbstverständlich als erstes untersucht werden.
Der statisch besser stehende Spieler (im oberen Beispiel wäre das Weiß, da er im Kriterium erster Ordnung etwas besser steht) muss nunmehr „statisch“ spielen, d. h. sich sinnvoll und planmäßig weiterentwickeln, seine Figuren ruhig umgruppieren und sich nicht zu überhasteten Aktionen verleiten zu lassen. Insbesondere bedeutet dies, dass sich der statisch besser stehende Spieler nicht zu unüberlegtem Abtausch oder unüberlegten Bauernzügen verleiten lassen darf, weil diese Manöver die statische Bilanz u. U. negativ beeinflussen können. In diesem Sinne lassen sich besagte Manöver als „dynamisch“ verstehen und gehören daher ins Arsenal des statisch schlechter stehenden Spielers.
Umgekehrt muss der statisch schlechter stehende Spieler (im obigen Beispiel wäre das Schwarz) nach einer dynamischen Spielweise (Opfer, Komplikationen, Kombinationen, Verwicklungen, ...) Ausschau halten, die auf eine Änderung der statischen Kriterien abzielt. Wie bereits weiter oben angedeutet ist das Motiv einer derartigen dynamischen Spielweise u. a. der Tausch und die Veränderung der Bauernstellung.